# May-sur-Orne
May-sur-Orne – miejscowość i gmina we Francji, w regionie Normandia, w departamencie Calvados.
Według danych na rok 1990 gminę zamieszkiwało 1635 osób, a gęstość zaludnienia wynosiła 468 osób/km² (wśród 1815 gmin Dolnej Normandii May-sur-Orne plasuje się na 128. miejscu pod względem liczby ludności, natomiast pod względem powierzchni na miejscu 1010.).